# Monty Hall
Monty Hall, pseudonimo di Monte Halparin (Winnipeg, 25 agosto 1921 – Beverly Hills, 30 settembre 2017), è stato un conduttore televisivo e produttore televisivo canadese naturalizzato statunitense.

## Biografia

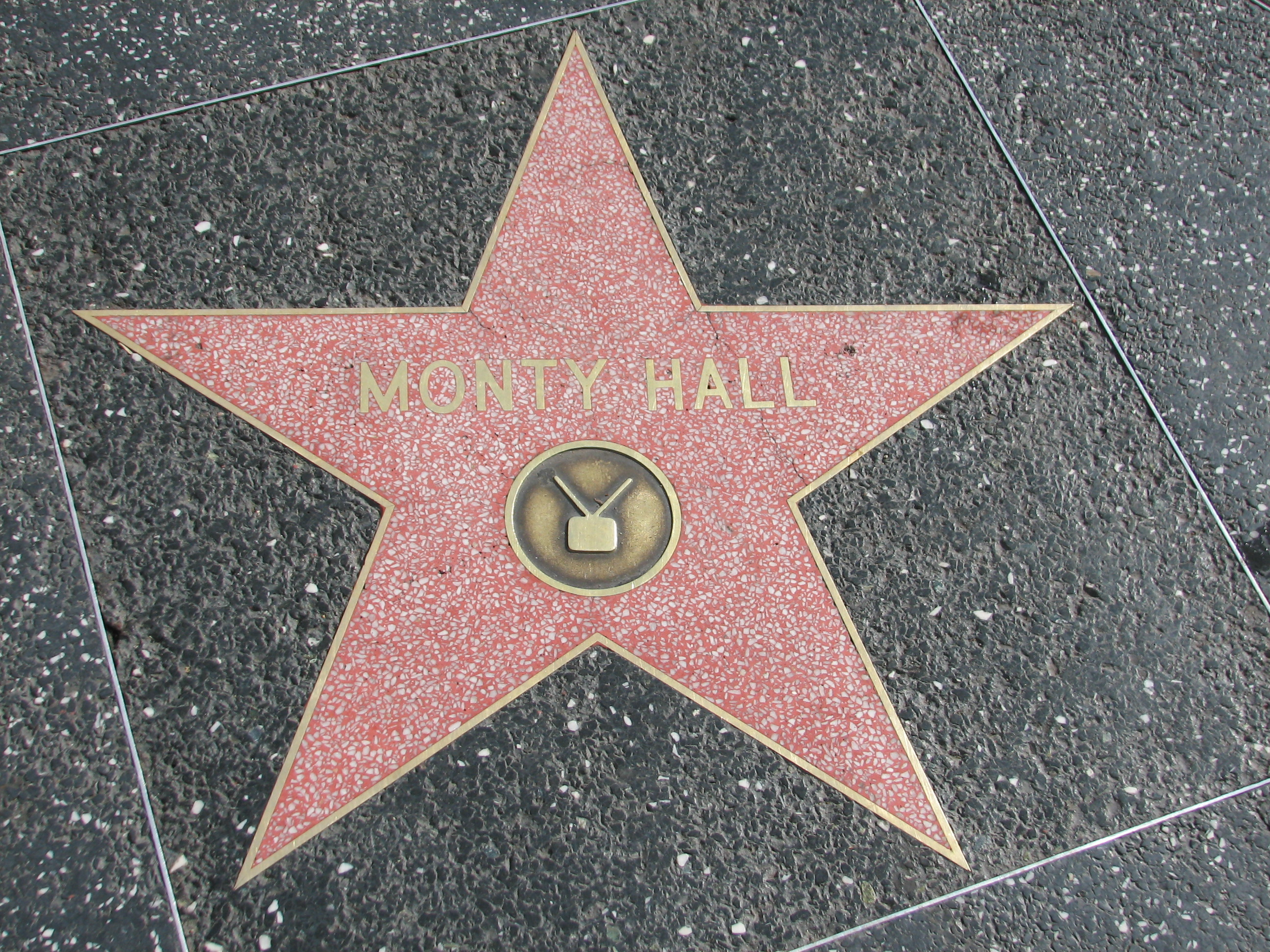
Stella sulla Hollywood Walk of Fame

Padre dell'attrice Joanna Gleason, è principalmente noto per il programma televisivo statunitense Let's Make a Deal che ha ideato e condotto dal 1963 al 1986 e dal 2000 al 2001.
Anche il problema di Monty Hall prende nome dal conduttore.